# Интраназальное введение лекарственных средств
Интраназальное введение является одним из способов доставки лекарств и любых других субстанций к необходимым органам.
Введение препаратов интраназально предполагает использование средств для устранения заложенности носа, а также противоаллергических, гормональных, обезболивающих, ноотропных препаратов. Для этих целей используют такие формы медикаментов как капли и спреи.

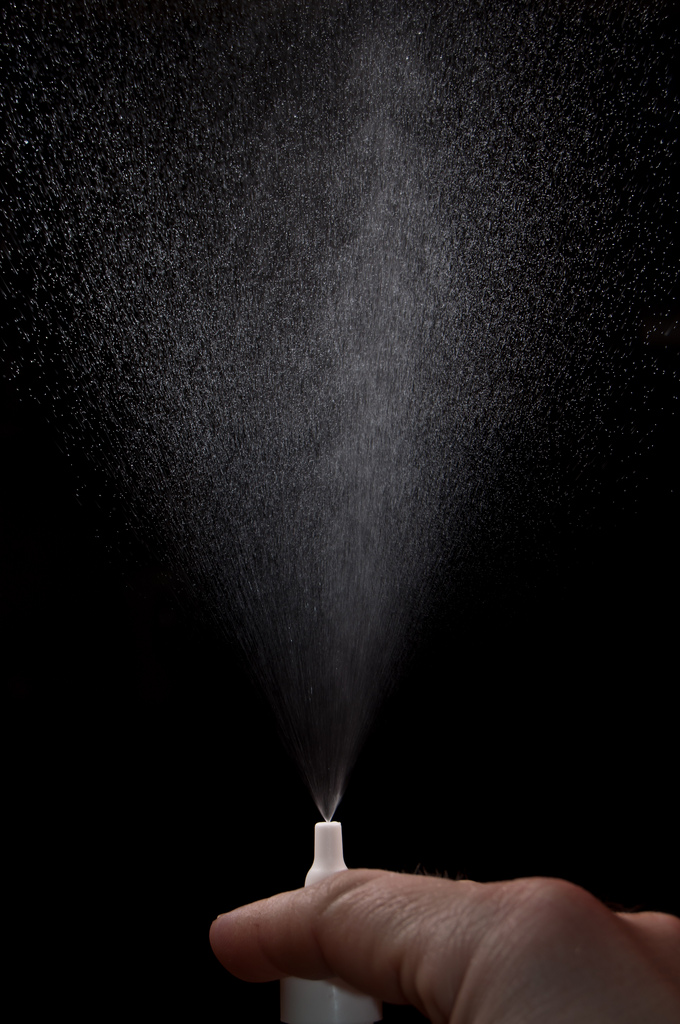

Фармацевтическая промышленность выпускает несколько форм препаратов, применяемых интраназально. Но чтобы понять как использовать препарат, в первую очередь необходимо руководствоваться рекомендациями лечащего врача. И после этого внимательно ознакомьтесь с инструкцией по применению средства. Наиболее предпочтительной формой интраназальных препаратов являются спреи.
Возможен интраназальный путь введения следующих групп препаратов:
- противоаллергические;
- сосудосуживающие;
- антибиотики;
- гормональные;
- противогормональные;
- противовирусные препараты;
- наркотические анальгетики;
- психостимуляторы
- ноотропы;
- метаболические корректоры костной и хрящевой ткани;
- иммуностимуляторы.